# (33413) Alecsun
1999 CP99 (asteroide 33413) é um asteroide da cintura principal. Possui uma excentricidade de 0.09657020 e uma inclinação de 3.99914º.
Este asteroide foi descoberto no dia 10 de fevereiro de 1999 por LINEAR em Socorro.